# Nauvoo (Illinois)
Nauvoo je grad u američkoj saveznoj državi Ilinois. Prema popisu stanovništva iz 2010. u njemu je živjelo 1.149 stanovnika.